# Estación de Florencia Campo di Marte
La estación de Florencia Campo di Marte (del italiano: Firenze Campo di Marte) es una estación ferroviaria de la ciudad italiana de Florencia. Es la tercera en importancia de la ciudad, tras Florencia Santa Maria Novella y Florencia Rifredi. Por la estación pasan más de 5000 personas cada día.
En 2009 se acometieron una serie de reformas en la estación debido a que desde diciembre de 2009 con la apertura de la LAV Bolonia-Florencia y LAV Milán-Bolonia los trenes de alta velocidad Frecciarossa y Frecciargente pasan a efectuar parada en la estación, aunque los trenes Frecciarossa, al año siguiente dejaron de parar en la estación para hacerlo en la de Santa Maria Novella.
La estación consta de cinco andenes, cuatro centrales y uno lateral, a los que acceden un total de nueve vías pasantes.
En la estación efectúan parada los trenes regionales que tienen como destino el sur, y como cabecera la estación de Florencia Santa Maria Novella, así como trenes de larga distancia pasantes que no acceden a esa estación, y trenes de alta velocidad ya mencionados anteriormente. También efectúa parada en esta estación el servicio internacional nocturno Thello.